# Buda (titula)
Buda (prema sanskrt. Buddha  Probuđeni, Prosvjetljeni) je stupanj duhovnog prosvjetljenja, koji se osim Siddharthi Gautami pripisivao i drugim pojedincima iz prošlosti koji su (i koji mogu postići isto u budućnosti) dosegli visoku spoznaju svih oblika života. Buda je biće koje ima znanje svih prošlih, sadašnjih i budućih zbivanja. Posjeduje i beskrajno suosjećanje i blagotvornost. Sam Gautama je najavio dolazak idućeg bude po imenu Buda Maitreya. Prema budističkom tumačenju samo Buda tj. Prosvjetljeni može prepoznati drugoga budu.  On pomaže drugima na njihovom putu prosvjetljenja.
Škole budizma ne slažu se u broju buda; neke škole smatraju da je njihov broj ograničen, dok mahayana budizam smatra da ih može biti bezbroj. On se također može pojaviti i u obliku koji nužno ne mora biti ljudski oblik. Buda može biti utjelovljen kao budist ali također i kao nebudist.
Prosvjetljenje je pak, od središnje važnosti za sve škole budizma.